# Rufino (nome)
Rufino  è un nome proprio di persona italiano maschile.

## Varianti
- Maschili: Ruffino[3][4]
- Femminili: Rufina[3][1], Ruffina[3][4]

### Varianti in altre lingue
- Catalano: Rufí
- Francese: Rufin
- Latino: Rufinus[1][4][2]
  - Femminili: Rufina[1][5]
- Polacco: Rufin
- Portoghese: Rufino[2]
- Russo: Руфин (Rufin)
  - Femminili: Руфина (Rufina)[5]
- Spagnolo: Rufino[2]
  - Femminili: Rufina[5]

## Origine e diffusione
Continua il cognomen romano Rufinus, un patronimico del nome Rufus; ha quindi il significato di "appartenente a Rufo", "discendente di Rufo". 
Alcune fonti, comunque, lo trattano come un semplice diminutivo di Rufo o comunque come una sua variante.

## Onomastico
Questo nome venne portato da molti fra i primi santi; l'onomastico si può quindi festeggiare in diverse date, fra le quali:
- 28 febbraio, san Rufino, martire con i santi Macario, Giusto e Teofilo[7]
- 14 giugno, san Rufino, martire assieme a san Valerio a Soissons[7]
- 10 luglio, santa Rufina, martire a Roma assieme a santa Seconda[7]
- 17 luglio, santa Rufina, martire a Siviglia con santa Giusta[7]
- 11 agosto, san Rufino, vescovo di Assisi e martire[7]

## Persone

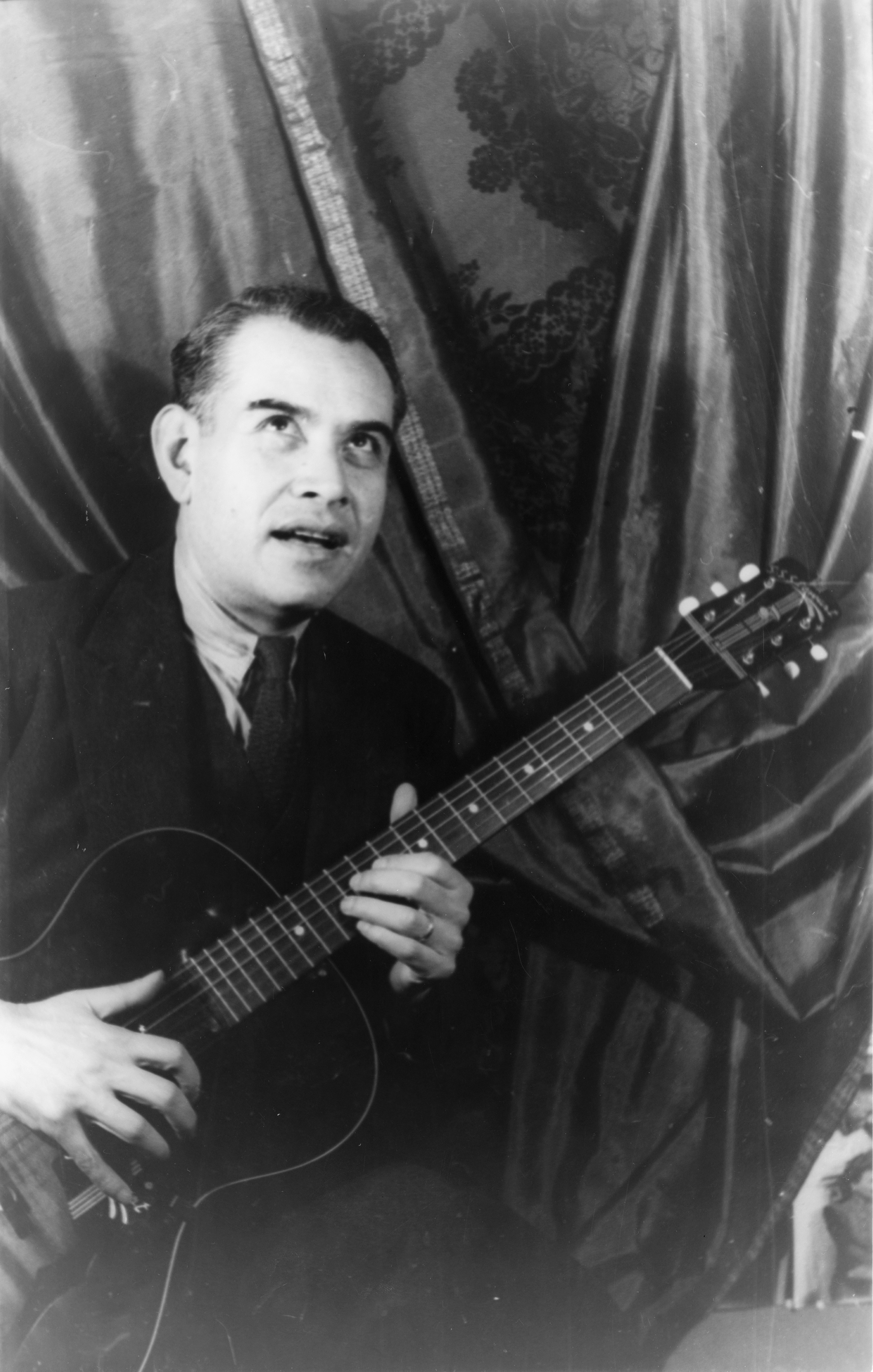
Rufino Tamayo

- Rufino d'Aquileia, monaco, storico e teologo cristiano
- Rufino di Assisi, vescovo e santo romano
- Rufino Niccacci, francescano italiano
- Rufino Jiao Santos, cardinale filippino
- Rufino Tamayo, pittore e incisore messicano

### Variante Ruffino
- Ruffino da Frisseto, arcivescovo cattolico italiano
- Ruffino Massa, scrittore e giurista italiano